# Logos
Logos (lógos, grško λόγος; množina λόγοι) je  filozofski termin, ki ga v slovenščino najpogosteje prevajamo kot razum, um. Pogosto je uporabljen tudi v pomenu beseda, govor. Odtod pogost pomen razlaga, razlog.
Beseda logos je etimološko sorodna slovenskim besedam brati in nabirati, zbirati.
Dobesedno razumevanje logosa samo z navedenimi prevajalskimi rešitvami lahko omejuje mnogoznačnost in širši pomen logosa - tako v filozofski kot v vsakdanji rabi v Antični Grčiji. Problem pri definiranju je tudi izrazita samorefleksivnost logosa: vsako preiskovanje in opredelitev (definiranje) logosa, je že aktualizirano kot dejavnost logosa tj. razuma, mišljenja. Obstaja tveganje, da slovarski predvodi prevedejo samo omejen pomen ter spregledajo dinamiko tega pojma v razumevanju (celoten sklop človekovih intelektualnih dejavnosti, od javnega govora med več udeleženci do povsem ponotranjenega toka misli ene osebe). 

## Poskus opredelitve
Slovenski filozof in hermenevtik Franci Zore opozarja na večpomenskost besede logos v naslednjih pomenih: 
- račun(anje), ocenjevanje; mera, velikost;

- odnos, ujemanje, razmerje;

- razlaga; trditev, dokaz; logična propozicija; zakon, princip, pravilo; teza, hipoteza; razlog;

- notranji pogovor duše; mišljenje, razmišljanje, refleksija, teorija; razum kot sposobnost;

- nepretrgana izjava, pripoved (dejstva ali fikcija), govor; basen, legenda, pripovedka, zgodba; govor pred sodiščem ali v skupščini;

- besedni izraz ali izrek, redko posamezna beseda); vsakdanji govor, poročilo, izročilo; govorica; omemba, oznaka, opis; sloves, hvala, čast; razprava, pogovor; pravica govora; dialog (filozofski); del, odlomek dialoga, razprave; veja, področje (fil. sistema); pl. literatura, književnost;

- posebni izrek, reklo; božanski izrek, orakelj; pregovor, maksima; trditev (naspr. prisegi); izraz odločitve, namena; zapoved, ukaz;

- zadeva, o kateri govorimo, tema, predmet, dogodek; zaplet pripovedi ali dramske pesnitve; v umetnosti tema slike;

- izraz, izrek, govor, umni izrek; tudi nanašajoč se na različne načine izražanja, posebej umetniško in literarno, na sestavne dele lirske in dramske pesnitve; besedilo, dramski dialog; slovnična  fraza, sestavljen termin, stavek, celotna izjava; jezik;

- Beseda ali Modrost Boga, utelešena kot božji izvajalec stvarjenja sveta in vladanja svetu.

Obstaja nevarnost, da razumemo logos izrazito statično in omejeno v katerem od naštetih pomenov. Samo pojavljanje logosa v starogrških besedilih, npr. pri Heraklitu, Platonu in Aristotelu, je izrazito dinamično, saj si lahko v sosledju nekaj vrstic sledijo različne prevodne rešitve za isto besedo. Primer: Sokrata v Platonovem Gorgiji zanima, v kakšnem oziru je govorništvo veščina, ki ima avtoriteto s pomočjo govora-logosa, saj bi ga lahko nekdo z besedami-logoi nadležno vprašal po utemeljitvi. V istem Platonovem delu je beseda logos prevedena še z naslednjimi pomeni: razmislek, pogovor, mišljenje, razlog , misel , trditev , nauk , omemba , utemeljitev , premislek , stavek  in zgodba . Pomen vsakega od prevodov ni pomensko neodvisen od drugega. Razlaga ni samo razlaga, pač pa je hkrati tudi razmišljanje, ki poteka skozi razpravo, razprava sama, obračun dokazov v razpravi in predmet pogovora. Za ostale primere lahko uporabimo podobno razlago, ki je utemeljena na pomenski soudeleženosti prevedenih pojmov.
Čeprav se je beseda logos uporabljala v govoru pred Heraklitom, je šele z njim dobil filozofsko utemeljitev. Preko stoične filozofije in judovskega helenističnega filozofa Filona Aleksandrijskega se ga v navezavi z judovsko Božjo modrostjo (hebr. hohma) posluži zgodnje krščanstvo (Janezov evangelij). Viri uporabe logosa so različni: od Homerjeve Iliade, grških dram, sofistike, Platona, Aristotela, stoikov, judovskih helenistov do zgodnjega krščanstva.

## Filozofska raba
Hrvaški filozof Branko Bošnjak je označil zgodovino grške misli kot genezo mišljenja o logosu. Za razliko od filozofskega termina ousia, ki ga lahko navežemo na pomensko ozko predfilozofsko rabo v pomenu premoženja oziroma lastnine, pri logosu ne zasledimo nekega ozkega, predfilozofskega prvotnega pomena. Logos se pogosto povezuje s pomenom predfilozofske oblike zgodbe oziroma mita. 

### Heraklit
Problem razumevanja logosa pri Heraklitovi filozofiji je v ohranjenosti njegovih fragmentov. Toda iz ohranjenih fragmentov je mogoče razbrati, da Heraklit utemelji ontološko urejeno soskladje med mišljenjem in urejenostjo sveta.

## Teološka raba
Filon Aleksandrijski kot vmesni člen med pozno stoo in zgodnjim krščanstvom.

### V krščanstvu
Nova zaveza se začne z »Na začetku je bil logos...«:
εν αρχη ην ο λογος και ο λογος ην προς τον θεον και θεος ην ο λογος

### V islamu
Kalam (arabsko علم الكلام): dobesedno beseda‎, govor, metoda diskurzivnega razvijanja misli, razumsko dialektična teologija.
Ibn Al-Arabi, Mohamed kot logos.

## Sodobne interpretacije
Glede na etimološko sorodnost grškega λόγος s slovenskimi besedami brati, nabirati, zbirati, bi bil možen tudi prevod zbir.